# ليلي ألين
ليلي روز بياتريس ألين (بالإنجليزية: Lily Allen)‏ (2 مايو 1985) والمعروفة باسم ليلي ألين هي مغنية وكاتبة أغاني إنجليزية وممثلة وهي ابنة الممثل والموسيقي كيث ألين ومنتجة الأفلام إليسون أوين.

## روابط خارجية
- ليلي ألين على موقع IMDb (الإنجليزية)
- ليلي ألين على موقع ميتاكريتيك (الإنجليزية)
- ليلي ألين على موقع روتن توميتوز (الإنجليزية)
- ليلي ألين على موقع قاعدة بيانات الأفلام العربية
- ليلي ألين على موقع ألو سيني (الفرنسية)
- ليلي ألين على موقع ميوزك برينز (الإنجليزية)
- ليلي ألين على موقع رولينغ ستون (الإنجليزية)
- ليلي ألين على موقع أول موفي (الإنجليزية)
- ليلي ألين على موقع إن إن دي بي (الإنجليزية)
- ليلي ألين على موقع أول ميوزيك (الإنجليزية)